# Оахака
Оахака, или пуним именом Оахака де Хуарез, (шп. Oaxaca de Juárez, зап. La’a, микс. Ñuu Nunduva, наватл Huaxayacac) је град у Мексику у савезној држави Оахака. Налази се на југу Мексика на надморској висини од 1555 метара. Према процени из 2005. у граду је живело 258.008 становника.
Град Оахака је основан 1532. Имену града је 1872. додато „Де Хуарез“ у част мексичког председника Бенита Хуареза који се овде почео своју политичку каријеру.

## Становништво
Према подацима са пописа становништва из 2010. године, град је имао 255.029 становника.
| 1990.   | 1995.   | 2000.   | 2005.   | 2010.   |
| ------- | ------- | ------- | ------- | ------- |
| 212.818 | 242.247 | 251.846 | 258.008 | 255.029 |